# Saint-Jean-de-Védas
Saint-Jean-de-Védas é uma comuna francesa na região administrativa da Occitânia, no departamento de Hérault. Estende-se por uma área de 12.89 km², e possui 10.452 habitantes, segundo o censo de 2018, com uma densidade de 810 hab/km².